# Paini
Paini – drugi miesiąc pory szemu i dziesiąty miesiąc roku w kalendarzu egipskim. Jak każdy miesiąc w starożytnym Egipcie trwał 30 dni od 15 kwietnia do 14 maja. Po painim następował epifi.
| Abd · Z1 · Z1 | S | mw | N5 |

| Abd · Z1 · Z1 | S | mw | N5 |